# Pete Cross
Peter Michael Cross (nacido el 28 de marzo de 1948 en Bakersfield, California y fallecido el 2 de enero de 1977 en Redmond, Washington) fue un jugador de baloncesto estadounidense que jugó durante tres temporadas en la NBA. Con 2,05 metros de estatura, lo hacía en la posición de ala-pívot.

## Trayectoria deportiva

### Universidad
Jugó durante cuatro temporadas con los Dons de la Universidad de San Francisco, en las que promedió 18,5 puntos y 14,4 rebotes por partido.

### Profesional
Fue elegido en la vigésimo tercera posición del Draft de la NBA de 1970 por Seattle Supersonics, y también por los Kentucky Colonels en la primera ronda del Draft de la ABA, fichando por los primeros. Su primera temporada en el equipo fue la más destacada de su carrera, promediando 8,0 puntos y 12,0 rebotes por partido, el mejor de su equipo en este último aspecto junto a Spencer Haywood, siendo el mejor promedio para un rookie en la historia de los Sonics.
Al año siguiente bajó su aportación al equipo, y al término de la temporada 1971-72 fue traspasado, junto con Don Kojis a Kansas City Kings a cambio de Jim Fox y Dick Gibbs. Pero tras tres partidos fue repescado como agente libre por los Sonics, donde jugó de forma testimomian hasta el final de la temporada, promediando apenas 0.8 puntos y 2,2 rebotes por encuentro.

## Estadísticas de su carrera en la NBA

### Temporada regular
| Temporada | Edad | Equipo                  | Liga | P   | TIT | MIN  | TC  | TCA | %TC  | 3P | 3PA | %3P | TL  | TLA | %TL  | R.OF. | R.DEF. | REB  | ASIS | ROB | TAP | PER | FP  | PTS |
| 1970-71   | 22   | Seattle Supersonics     | NBA  | 79  |     | 27.8 | 3.1 | 7.0 | .442 |    |     |     | 1.8 | 2.6 | .690 |       |        | 12.0 | 1.4  |     |     |     | 2.7 | 8.0 |
| 1971-72   | 23   | Seattle Supersonics     | NBA  | 74  |     | 19.2 | 2.1 | 4.8 | .428 |    |     |     | 1.4 | 1.9 | .736 |       |        | 6.9  | 0.9  |     |     |     | 1.8 | 5.5 |
| 1972-73   | 24   | TOTAL                   | NBA  | 29  |     | 5.4  | 0.2 | 0.9 | .240 |    |     |     | 0.3 | 0.6 | .444 |       |        | 2.1  | 0.4  |     |     |     | 1.0 | 0.7 |
| 1972-73   | 24   | Kansas City-Omaha Kings | NBA  | 3   |     | 8.0  | 0.0 | 1.3 | .000 |    |     |     | 0.0 | 0.0 |      |       |        | 1.3  | 0.0  |     |     |     | 1.7 | 0.0 |
| 1972-73   | 24   | Seattle Supersonics     | NBA  | 26  |     | 5.1  | 0.2 | 0.8 | .286 |    |     |     | 0.3 | 0.7 | .444 |       |        | 2.2  | 0.4  |     |     |     | 0.9 | 0.8 |
| Total     |      |                         | NBA  | 182 |     | 20.7 | 2.2 | 5.1 | .431 |    |     |     | 1.4 | 2.0 | .695 |       |        | 8.3  | 1.0  |     |     |     | 2.1 | 5.8 |

## Fallecimiento
El 2 de enero de 1977, Cross fue encontrado muerto en su casa en Redmond, Washington. Su esposa dijo que había sufrido ataques epilépticos. Tenía 28 años.